# Кизилжар (Аральський район)
Кизилжа́р (каз. Қызылжар) — село у складі Аральського району Кизилординської області Казахстану. Адміністративний центр Раїмського сільського округу.
У радянські часи село називалось Новий Кизилжар.
Населення — 932 особи (2021; 1080 у 2009, 1085 у 1999, 983 у 1989).